# Alabama Song (Whisky Bar)
«Alabama Song (Whisky Bar)» es una adaptación hecha por el grupo de rock estadounidense The Doors de la canción Alabama Song escrita por Bertolt Brecht y con música de Kurt Weill interpretada en la ópera Ascenso y caída de la ciudad de Mahagonny. La canción está incluida en el álbum The Doors de 1967. El cantante de The Doors, Jim Morrison, ha cambiado el segundo verso de:
"Show us the way to the next pretty boy" a "Show me the way to the next little girl." (versión original)

"Muéstranos el camino hacia el chico guapo" a "Muéstrame el camino hacia la siguiente niña pequeña." (traducida al español)
Además, el verso del original, "Show me the way to the next little dollar", se omite.